# Yes, Prime Minister
Yes Minister Yes, Prime Minister (2013)
Yes, Prime Minister est une série télévisée satirique britannique en seize épisodes de 30 minutes réalisé par Peter Whitmore, diffusée du 9 janvier 1986 au 28 janvier 1988 sur la BBC (radio et télévision). Elle fait suite à la série Yes Minister, diffusée de 1980 à 1984.
Cette série est inédite dans tous les pays francophones.

## Distribution
- Paul Eddington (en) : James Hacker
- Nigel Hawthorne : Sir Humphrey Appleby
- Derek Fowlds (en) : Bernard Woolley
- Diana Hoddinott (en) : Annie Hacker
- Michael Byrne : Secrétaire (saison 2, 1 ép)